# パーヴォ・ルッカリニエミ
パーヴォ・ルッカリニエミ（Paavo Lukkariniemi、1941年4月14日 - ）はフィンランド、ラッピ州イリトルニオ出身の元スキージャンプ選手。1960年代に活躍した。

## プロフィール
1964年12月27日にジャンプ週間のオーベルストドルフで国際大会にデビューし15位となった。
翌1964-1965シーズンのジャンプ週間ではガルミッシュ＝パルテンキルヘンで優勝するなど自己最高位の総合4位となった。オスロで行われた1966年ノルディックスキー世界選手権の70m級で銅メダルを獲得した。